# Pavetta subumbellata
Pavetta subumbellata är en måreväxtart som beskrevs av Cornelis Eliza Bertus Bremekamp. Pavetta subumbellata ingår i släktet Pavetta och familjen måreväxter.

## Underarter
Arten delas in i följande underarter:
- P. s. subcoriacea
- P. s. subumbellata